# Шепетівський дендропарк
Шепеті́вський дендропа́рк — дендрологічний парк місцевого значення в Україні. Розташований на території міста Шепетівка Хмельницької області, вул. Степана Бандери, 59. 
Площа 0,92 га. Статус надано згідно з рішенням Хмельницької ОДА від 28.03.20013 року № 36-15/2013. Перебуває у віданні: Центр еколого-натуралістичної творчості учнівської молоді. 
Статус надано для збереження дендрологічного парку, де зростає близько 100 видів декоративних дерев і кущів, у тому числі 5 видів, занесених до Червоної книги України.